# Arsenij Dmitriev
Arsenij Aleksandrovič Dmitriev (in russo Арсений Александрович Дмитриев?; 18 luglio 2007) è un calciatore russo, attaccante dell'Akron Togliatti.

## Carriera
Cresciuto nel settore giovanile del Sibir', passa a quello dell'Akron Togliatti e nel 2024 debutta in prima squadra in occasione dell'incontro di Prem'er-Liga contro la Lokomotiv Mosca perso per 3-2, in cui subentra a Soltmurad Bakaev. Segna la sua prima rete da professionista nel match vinto per 2-1 in casa del Fakel Voronež in Coppa di Russia.

## Statistiche

### Presenze e reti nei club
Statistiche aggiornate al 25 maggio 2025.
| Stagione        | Squadra         | Campionato      | Campionato | Campionato | Coppe nazionali | Coppe nazionali | Coppe nazionali | Coppe continentali | Coppe continentali | Coppe continentali | Altre coppe | Altre coppe | Altre coppe | Totale | Totale |
| Stagione        | Squadra         | Comp            | Pres       | Reti       | Comp            | Pres            | Reti            | Comp               | Pres               | Reti               | Comp        | Pres        | Reti        | Pres   | Reti   |
| --------------- | --------------- | --------------- | ---------- | ---------- | --------------- | --------------- | --------------- | ------------------ | ------------------ | ------------------ | ----------- | ----------- | ----------- | ------ | ------ |
| 2024-2025       | Akron Togliatti | PL              | 5          | 0          | CR              | 4               | 1               |                    | -                  | -                  |             | -           | -           | 9      | 1      |
| Totale carriera | Totale carriera | Totale carriera | 5          | 0          |                 | 4               | 1               |                    | -                  | -                  |             | -           | -           | 9      | 1      |